# Lipps Inc.
Lipps Inc. was een studioband die bekend is van één grote hit, Funkytown uit 1979.
De groep was opgericht in Minneapolis door Steven Greenberg, die ook alle muziek van de groep componeerde en produceerde. Daarnaast speelde hij verschillende instrumenten. Zangeres van de groep was Cynthia Johnson (22 april 1956). De samenstelling van de rest van de groep wisselde.
De groep werd populair in het disco-tijdperk eind jaren 70. Hun enige hit Funkytown bereikte in onder meer de Verenigde Staten en Nederland de nummer 1-positie. De groep wist hierna geen hits meer te scoren, maar bleef nog enkele jaren actief.
Het 'gezicht' van de groep in Nederland was de Britse danseres Debbie Jenner, die met haar danseressen het nummer playbackte in  AVRO's Toppop en de televisieversie van de TROS Top 50. Door het succes van deze optredens werden ze ook uitgenodigd om als Lipps Inc. op te treden in andere Europese landen waaronder Duitsland. Jenner en haar danseressen zouden begin 1981 succes hebben als Doris D & The Pins.

## NPO Radio 2 Top 2000
| Nummer met noteringen in de NPO Radio 2 Top 2000 | '99  | '00  | '01  | '02  | '03  | '04  |
| ------------------------------------------------ | ---- | ---- | ---- | ---- | ---- | ---- |
| Funkytown                                        | 1481 | 1600 | 1688 | 1964 | 1398 | 1952 |

1. ↑  Een vetgedrukt getal geeft de hoogste notering aan.
2. ↑  Deze tabel is bijgewerkt tot en met de laatste editie (2024).